# Горицы (Суздальский район)
Горицы — село в Суздальском районе Владимирской области России, входит в состав Новоалександровского сельского поселения.

## География
Село расположено в 5 км на восток от центра поселения села Новоалександрово и в 10 км на север от Владимира.

## История
Начало этого поселения восходит по крайней мере к XV веку. В жалованной грамоте великого князя Василия Иоанновича от 1515 года в числе сёл, с которых великий князь приказывал ежегодно давать определённый сбор в пользу причта Владимирского Дмитриевского собора, упоминаются «Старыя и Новыя Горицы».
Название Гориц селом в грамоте 1515 года указывает на то, что и тогда была здесь церковь. Существование её в начале XVII столетия подтверждается записью в патриарших окладных книгах 1628 года, где сказано: «церковь Преображения Господа Бога Нашего Иисуса Христа в селе в Горицах в вотчине Рожественского монастыря… дани 9 алтын 2 денги; в 1656 г. дани положено 1 рубль 16 алтын, заезда гривна». В 1710 году при этой церкви были «поп Степан Власов, дьякон Михаил Власов, дьячок Илья Алексеев». В 1746 году на Горицкую церковь дани было положено 1 рубль 88 копеек. Этими данными подтверждается непрерывное существование церкви в селе Горицах за полтора века. Сведения о дальнейшей судьбе церкви в селе Горицах до половины XIX столетия скудны. Известно, что в 1829 году пристроен был придел — в честь Николая Чудотворца — на память о церкви, бывшей в нынешней приходской деревне Масленке. В 1838 году заложена была существующая ныне каменная церковь; освящена она в 1857 году. В 1875 году трапеза была расширена. Колокольня окончена постройкою в 1865 году. Престолов в церкви два: в настоящей, холодной, — в честь Преображения Господня (над этим престолом устроена сень), в приделе — во имя Святителя Николая Чудотворца. В 1893 году приход состоял из села Гориц, деревень Масленки, Бородина и Зеленей; в приходе по клировым ведомостям числилось 480 душ мужского пола и 535 женского, из коих раскольников-поморцев восемь душ обоего пола.
В конце XIX — начале XX века село входило в состав Богословской волости Владимирского уезда.
С 1929 года село входило с состав Новоалександровского сельсовета Владимирского района, с 1945 года — Ставровского района, с 1965 года Суздальского района.

## Достопримечательности
В селе находится действующая церковь Спаса Преображения (1838—1857).

## Население
| 1859 | 1905 | 1926 | 2002 | 2010 | 2021 |
| ---- | ---- | ---- | ---- | ---- | ---- |
| 370  | ↗532 | ↘447 | ↘17  | ↘10  | ↗124 |